# Steinkreis von Moltzow
Der Steinkreis von Moltzow war ein vorgeschichtlicher Steinkreis bei Moltzow im Landkreis Mecklenburgische Seenplatte (Mecklenburg-Vorpommern). Er wurde 1841 von Georg Christian Friedrich Lisch dokumentiert und später zerstört. Er lag in der Nähe eines bronzezeitlichen Gräberfelds auf einer Anhöhe, die einen Blick auf den Malchiner See bietet. Der Steinkreis hatte einen Durchmesser von etwa 25 Fuß (ca. 7,5 m) und bestand aus 13 Steinen mit einer Höhe von etwa 4 Fuß (ca. 1,2 m). Aus Moltzow sind außerdem mehrere erhaltene und zerstörte Großsteingräber, eine Steinkiste und zahlreiche bronzezeitliche Grabhügel bekannt.